# Anton Coppola

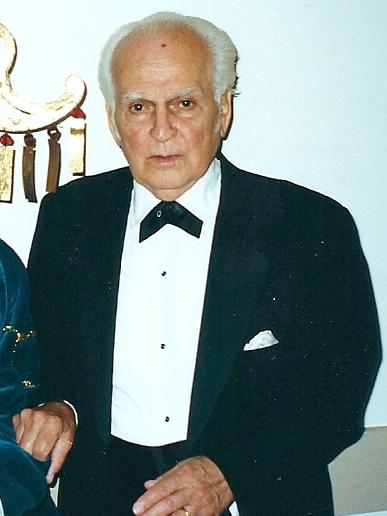
Anton Coppola (2001)

Anton Coppola (* 21. März 1917 in New York City; † 9. März 2020 ebenda) war ein US-amerikanischer Musiker und Komponist.

## Leben und Karriere
Anton Coppola gehörte zur Schauspielerdynastie der Coppolas; er war der Bruder von Carmine Coppola, der wiederum Vater von Francis Ford Coppola ist.
Er wirkte bei Bram Stoker’s Dracula (1992) als Dirigent mit und hatte einen kurzen  Gastauftritt in Der Pate III. Darin ist er als Dirigent in einer Filmszene zu sehen, die als „Cavalleria Rusticana“ bezeichnet wird, da dort diese Oper aufgeführt wird.
Seit 1950 war er mit der ehemaligen Ballett-Tänzerin und Lehrerin Almerinda Drago verheiratet. Er hat aus erster Ehe eine Tochter und aus seiner zweiten Ehe einen Sohn und eine Tochter.

## Auszeichnungen
1963 wurde er für den Tony Award als  bester Komponist und Musical-Direktor für das Broadway-Stück Bravo Giovanni nominiert.

## Werkliste (unvollständig)

### Broadway-Aufführungen
- 1952 New Faces of 1952, Premiere 16. Mai 1952
- 1954–1955 The Boy Friend
- 1962 Bravo Giovanni, Premiere 19. Mai 1962
- 1962–1964 Rugantino, Premiere 15. Dezember 1962

### Diskographie
- New Faces of 1952, LP, Original-Mitschnitt vom  Broadway
- Rugantino, LP, Original-Broadway-Mitschnitt von 1964
- The Boy Friend CD, Original-Mitschnitt von 1954
- Bravo Giovanni, CD, Original-Broadway-Mitschnitt von 1962

### Oper
- Sacco and Vanzetti